# Wörmge
Wörmge ist ein Ortsteil der Stadt Attendorn im Kreis Olpe (Nordrhein-Westfalen) und hat 26 Einwohner (Stand 30. Juni 2024).

## Geografie
Wörmge liegt wie eine Enklave südwestlich des Kernortes Attendorn an der Listertalsperre zwischen dem Meinerzhagener Ortsteil Windebruch im Westen und dem Olper Ortsteil Sondern im Osten. Im Nordosten liegen die Attendorner Ortsteile Voßsiepen und Uelhof. Wie diese liegt Wörmge auf dem Höhenzug des Hohen Hagens, der im Biggetal beginnt und sich zwischen dem Flusstal der Lister und des Dumickebachtals bis hinauf nach Bühren zieht.

## Geschichte
Aus der Vorzeit und dem Mittelalter wird über Wörmge kaum berichtet. Vorhandene und erst in der zweiten Hälfte des 20. Jahrhunderts abgebrannte Hausreste lassen jedoch darauf schließen, dass Wörmge eine mehrhundertjährige Geschichte hat.
Politisch gehörte Wörmge ehemals zum Amt Waldenburg und im Gogericht und Kirchspiel Attendorn zur Bauerschaft Langenohl, der auch umliegende Orte wie Voßsiepen, Uelhof, Listernohl, Maiwormshammer u. a. angehörten. 
Das Kopfschatzregister von 1648 erwähnt in Wörmge Peter auf der Wördtmeke, dessen fraw, ein Kötterpfachtgut. Später wurde das Kötter-/Erbgut Wörmge bis 1681 von Jacob Moller bewirtschaftet. Der schon am 5. Juli 1666 in einer Urkunde des Klosters Ewig zweimal als Jacob Moller auf der Whörmeke genannt wurde, als es um mehrere Verzichtsbriefe ging.
Eine Tochter Jacob Mollers, Catharina, heiratet 1679 Johannes Peter Frohn aus Valbert, der am 14. Januar 1727 stirbt. Johann Hitze, der 1731 auf der Wörmge geboren war, heiratet 1757 Annelise Zeppenfeld aus Waukemicke. Am 24. Dezember 1786 kauft Hermann Sondermann aus Hanemicke von Familie Volkenrath deren Haus und halbes Gut zu Wörmge. Zwischen 1800 und 1803 heiratet Johann Peter Becker die aus Weuste gebürtige Anna Katharina Schnütgen. Johann Peter war zu diesem Zeitpunkt offensichtlich Besitzer des Wörmger Hofes. Er hatte mit seiner Ehefrau neun Kinder und starb am 14. Dezember 1832 im Alter von nur 55 Jahren als „Gutsbesitzer zu Wörmge“. Seine Frau starb nur ein Jahr später im Alter von 56 Jahren; Hoferbe wurde Johann Joseph Becker. Als dieser 1842 sein Testament verfasste, setzte er seine Schwester Maria Wilhelmine als Hoferbin ein. Sie war seit dem 17. August 1825 mit Johann Peter Zeppenfeld aus Stade verheiratet. Johann Becker ist 1854 nach Amerika ausgewandert. 
Durch Vererbung über die weibliche Linie sind heute (1993) auf der Wörmge die Familien Zeppenfeld/Jung und Otto/Patt wohnhaft. Die Familie Jung war lange Zeit Besitzer eines Reiterhofs und des Hotels „Landhaus Wörmge“ mit Café-Restaurant (geschlossen 2016/2018). Heute betreibt in Wörmge die Familie Jung den Modellbaufachhandel „RC-Modellbau Jung“.
Das Adressbuch von 1929 führt in Wörmge die Namen „Landwirte Edmund und Johann Zeppenfeld“. 1936 gab es im Ort 2 Wohnhäuser und 14 Einwohner. Das Adressbuch von 1956 führt die Namen „Otto und Zeppenfeld (3 Personen)“. 1988 hatte Wörmge 11 Einwohner.
Ab 1819 gehörte Wörmge im Amt Attendorn zur Gemeinde Attendorn-Land, bis die Gemeinde 1969 in die Stadt Attendorn eingegliedert wurde.
Heute gibt es im Ort auch eine Wochenendhaus-Siedlung, den „Campingplatz Wörmge“ und einen großen Kinderspielplatz mit Namen „Rabaukenland“. 
Oberhalb des Ortes führt auf der Höhe der „Bigge-Lister-Wanderweg“ (Rund-Wanderweg) vorbei.